# Jan z Koszyc
Jan z Koszyc zwany Rokoszem herbu Ostoja (zm. ok. 1464 r.) – burgrabia i podstarości krakowski, sędzia ziemski krakowski.

## Życiorys
Jan Rokosz z Koszyc był synem Dobiesława z Konarów w pow. ksiąskim i Koszyc Wielkich w pow. pilzneńskim, stolnika krakowskiego. Jego matką była nieznana z imienia córka Paszki Niedźwiedzia z Bogumiłowic. Miał braci - Ścibora (zm. po r. 1450) i Dobiesława (zm. 1431) oraz siostrę przyrodnią - Katarzynę, zakonnicę w klasztorze Św. Andrzeja w Krakowie. Tylko on spośród rodzeństwa nosił przydomek Rokosz, który później stał się nazwiskiem tej rodziny. Był pasowanym rycerzem (strenuus miles). Około 1414 roku uczestniczył wraz z braćmi w podziale ojcowizny. W wyniku tego podziału przypadły mu Koszyce Wielkie. W roku 1439 był sygnatariuszem konfederacji korczyńskiej Spytka Melsztyńskiego. Burgrabią krakowskim został ok. roku 1445. Dnia 13 czerwca 1455 objął urząd sędziego ziemskiego krakowskiego. Tego roku występował jako komisarz królewski do załatwienia sporu klasztoru zwierzynieckiego z Mikołajem Grzymatą o sołectwo zwierzynieckie. Z urzędu zrezygnował tuż przed śmiercią około 1464 roku. Jan Rokosz z Koszyc miał troję dzieci: Dobiesława (żonatego z Dorotą), Jana (ożenionego z Beatą, córką Wojciecha z Jeżowa) oraz córkę Annę (żonę Mikołaja z Łowczowa).